# تشارلي وليامز (لاعب بلياردو الجيب)
تشارلي وليامز (بالإنجليزية: Charlie Williams)‏ هو لاعب بلياردو الجيب ‏ أمريكي، ولد في 5 يناير 1977 في سول في كوريا الجنوبية.

## وصلات خارجية
- تشارلي وليامز على موقع AZBilliards.com (الإنجليزية)